# Isán

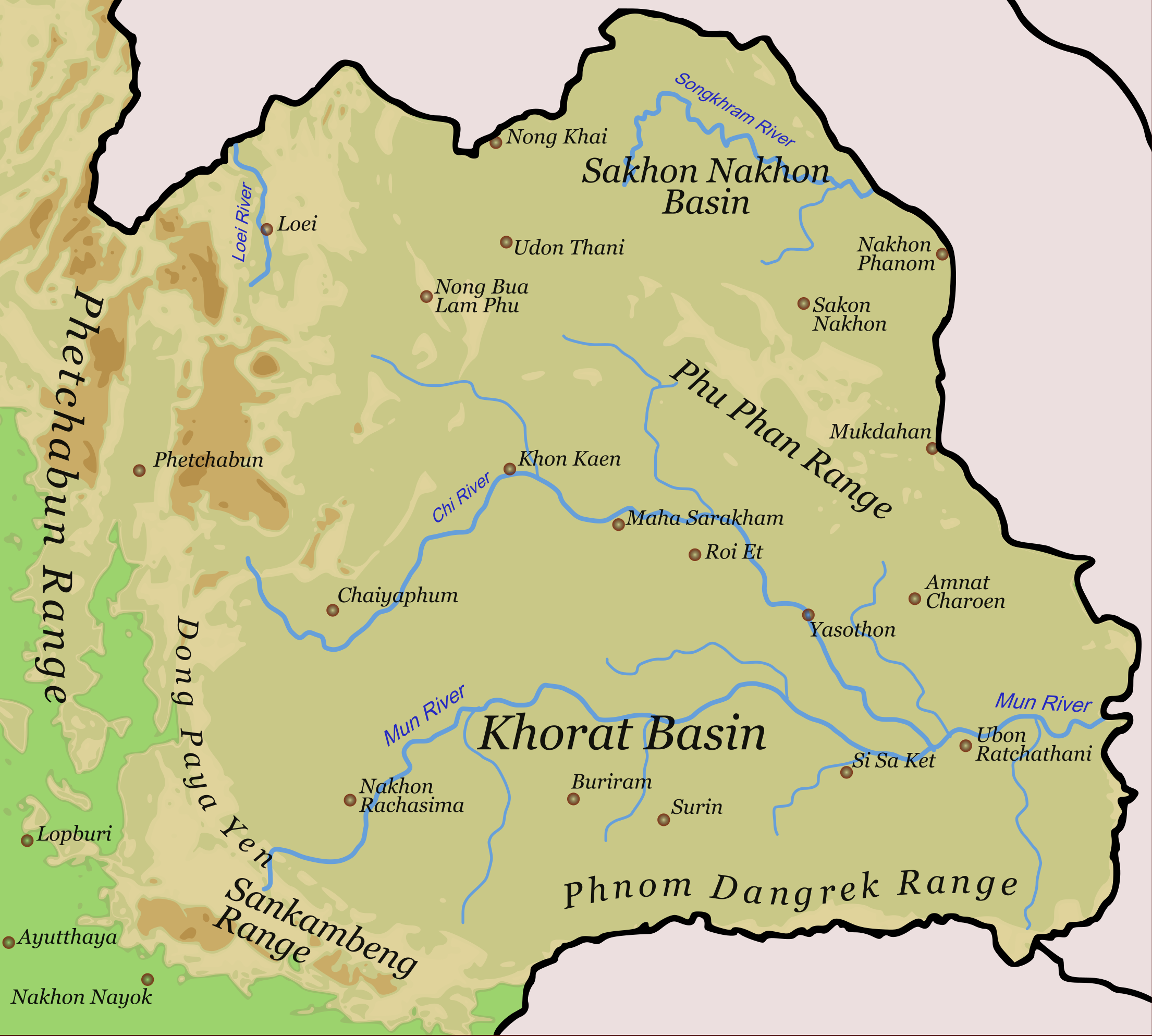
Mapa Isánu

Isán nebo Esarn (thajsky ภาคอีสาน, název pochází ze sanskrtského īśān = severovýchod) je historický region na východě Thajska mezi pohořím Phetchabun a řekou Mekong. Rozloha oblasti je asi 160 000 km², většinu území tvoří plošina Khorat. V Isánu žije přes dvacet milionů obyvatel, největším městem je Nakhon Ratčasima. Obyvatelé hovoří isánským nářečím, které má blíže k laoštině než ke spisovné thajštině, ale zapisuje se thajským písmem. Nejrozšířenějším náboženstvím je buddhismus. Základem ekonomiky je zemědělství (pěstování rýže a manioku). Isán je nejchudší částí Thajska, odkud zejména mladí lidé odcházejí za obživou.
Oblíbeným sportem je muay thai, místními rodáky jsou herec Tony Jaa nebo tenista Paradorn Srichaphan.
Isán je rozdělen na dvacet provincií:
- Amnat Charoen
- Buriram
- Chaiyaphum
- Kalasin
- Khon Kaen
- Loei
- Maha Sarakham
- Mukdahan
- Nakhon Phanom
- Nakhon Ratchasima
- Nongbua Lamphu
- Nong Khai
- Roi Et
- Sakon Nakhon
- Sisaket
- Surin
- Ubon Ratchathani
- Udon Thani
- Yasothon
- Bueng Kan